# Phở

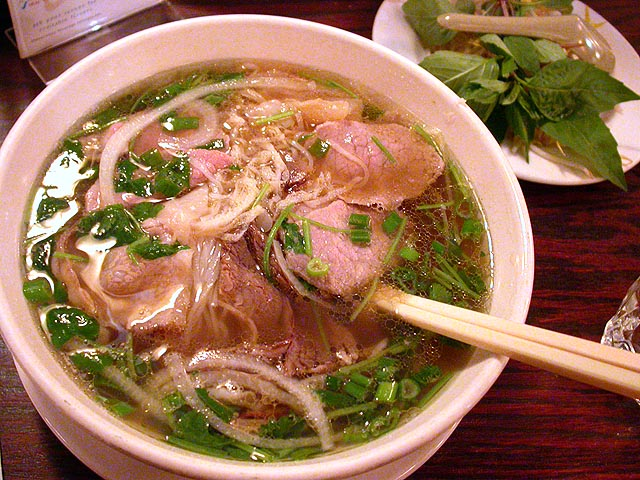
Phở

Phở, pho o simplă supă de tăiței mâncată la micul-dejun acasă sau la restaurantele vietnameze. Alte două varietăți culinare domină scena din Hanoi: Phở Bò, ce conține carne de vită, și Phở Gà, ce conține pui. Acesta este un aliment popular în Vietnam și este în principal pentru micul dejun, dar, de asemenea, pentru cină.Alimentare originea în provincia Nam Dinh, dar a devenit celebru în Hanoi. Astăzi, aceste alimente pot fi găsite în comunitățile vietnamezii din lume.